# Intamin
 (février 2022).
Si vous disposez d'ouvrages ou d'articles de référence ou si vous connaissez des sites web de qualité traitant du thème abordé ici, merci de compléter l'article en donnant les références utiles à sa vérifiabilité et en les liant à la section « Notes et références ».
Intamin AG, usuellement abrégée Intamin, est une société de conception et de construction de montagnes russes, tours de chute et autres attractions à sensations fortes. Elle est aussi connue, dans une moindre mesure, dans le transport public comme constructeur de monorails. Son siège social se trouve à Wollerau, en Suisse.
Offrant plus de 22 styles différents d'attractions répartis dans de nombreux parcs d'attractions, Intamin est un acteur majeur dans l'industrie de l'amusement.
En plus des montagnes russes, Intamin a également créé certaines des plus imposantes grandes roues et des plus hauts manèges en chute libre du monde. Intamin propose également divers types de tours d'observation et développe la technique du simulateur de vol

## Réalisations
La première montagne russe construite par les ingénieurs d'Intamin fut Junior Gemini, un manège pour enfants à Cedar Point aux États-Unis. Depuis, ils ont installé plus de 115 montagnes russes dans plusieurs pays du globe. Ils sont également les inventeurs et constructeurs des toutes premières bouées, manège aquatique dans lequel les passagers évoluent dans des rapides artificiels à bord d'embarcations circulaires.

### Montagnes russes à propulsion

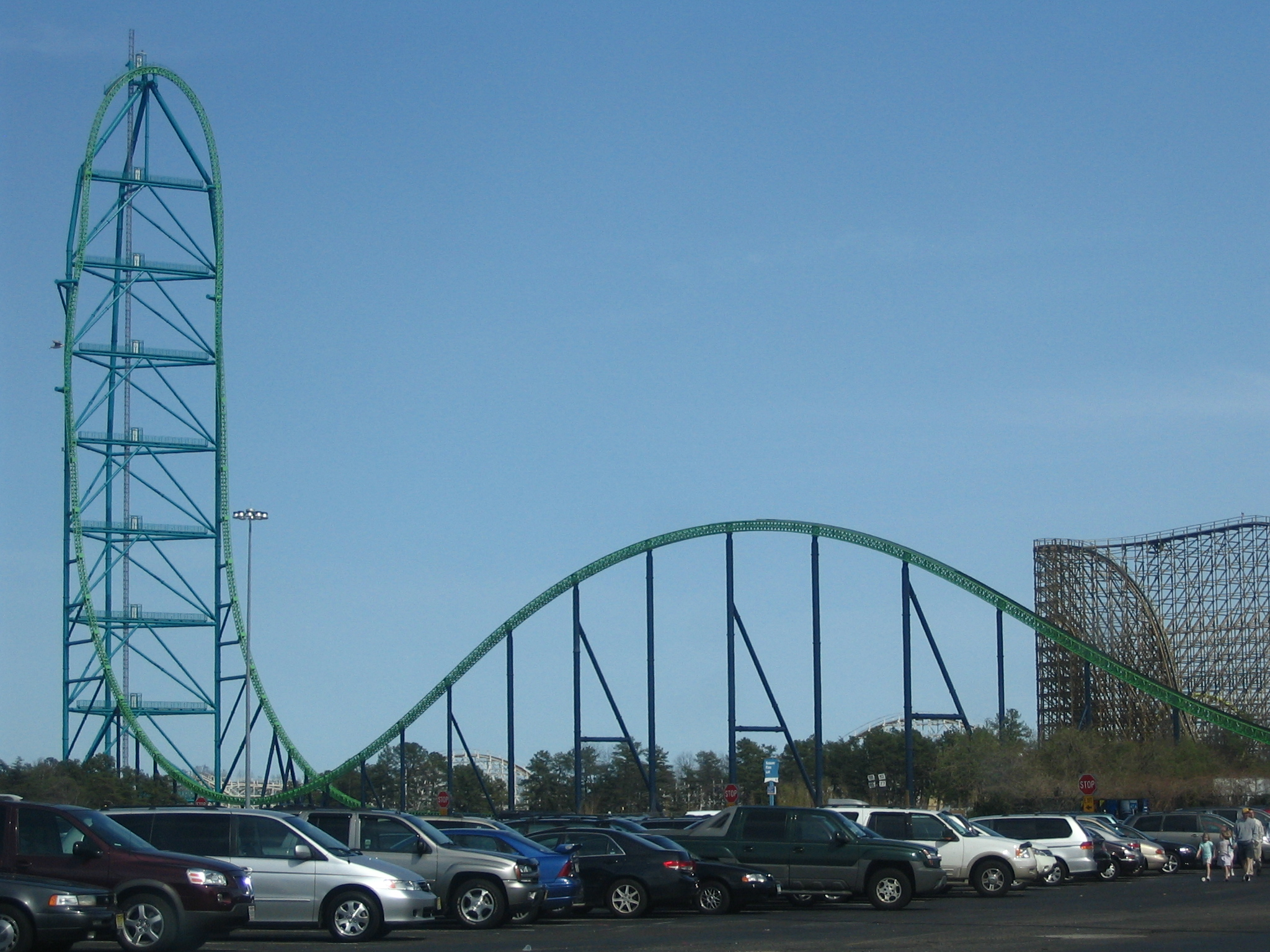
Kingda Ka à Six Flags Great Adventure, strata-coaster construit par Intamin. Il s'agissait jusqu'en 2010 du rollercoaster le plus rapide au monde et jusqu'au 10 novembre 2024 le rollercoaster le plus haut du monde

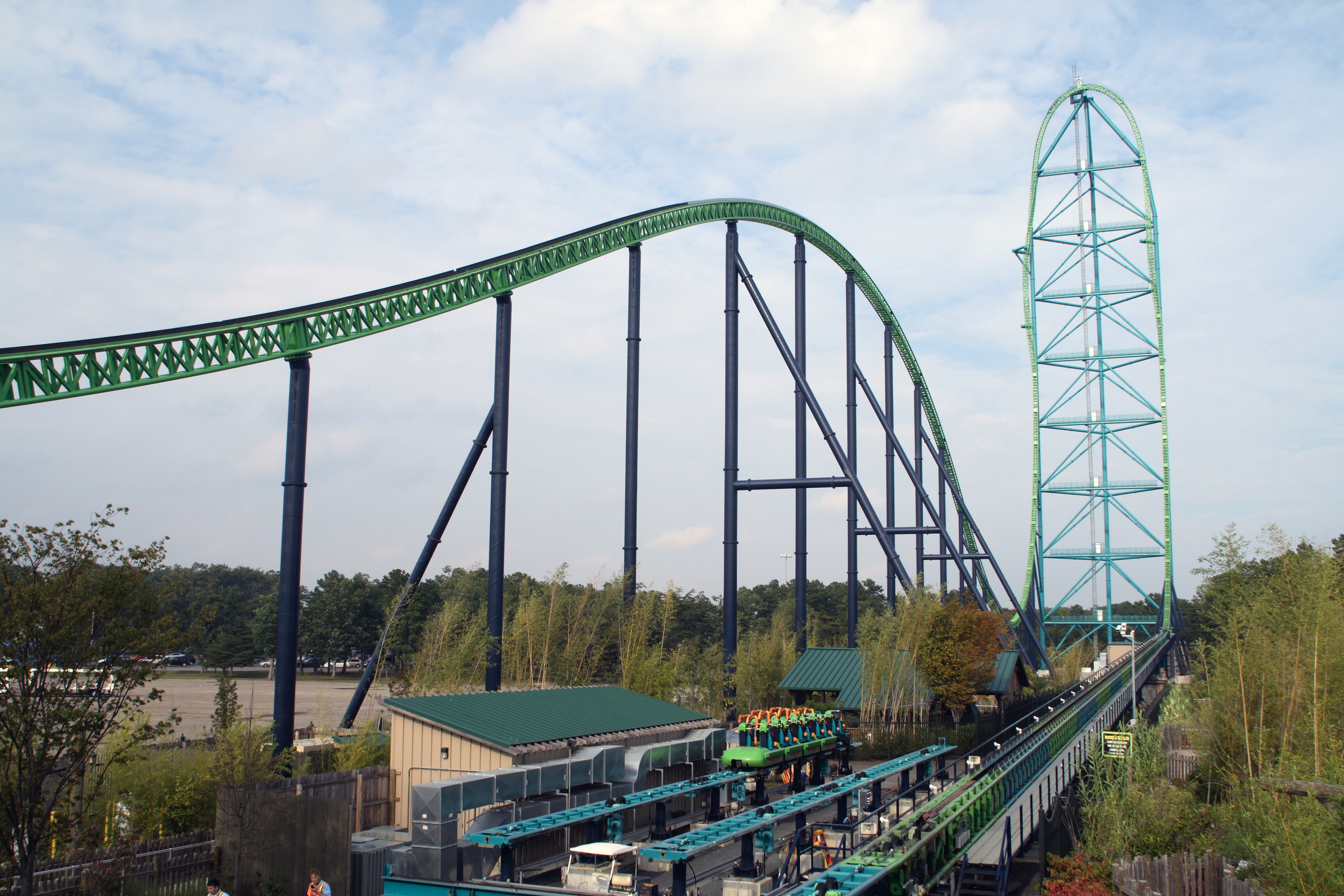
Kingda Ka, les anciennes plus hautes montagnes russes au monde

Intamin est reconnue pour être très créative et innovatrice dans la conception de ses attractions. Elle est parmi les premières à créer un système de propulsion magnétique pour les trains (le moteur linéaire à induction) et tend à être l'une des seules compagnies significatives à utiliser encore cette technique sur ses montagnes russes.
Intamin a également créé le premier système de propulsion hydraulique (aussi appelé Rocket Coaster). Ce procédé est utilisé pour catapulter le train de 0 à 240 km/h en quelques secondes pour ensuite lui faire gravir des hauteurs vertigineuses. Kingda Ka d'Intamin, les anciennes plus hautes montagnes russes du monde, utilisaient cette dernière technique et le train montait à 139 mètres de hauteur, à une vitesse de 206 km/h. Actuellement, les montagnes russes les plus rapides du monde (créées elles aussi par Intamin) sont celles de Formula rossa au Ferrari World d'Abu Dabi, propulsant un train de 0 à 240 km/h en 4,9 secondes et les plus hautes sont Red Force à PortAventura World (aussi conçues par Intamin) atteignant 112 mètres de haut et 180 km/h. 

### Méga, giga et strata montagnes russes

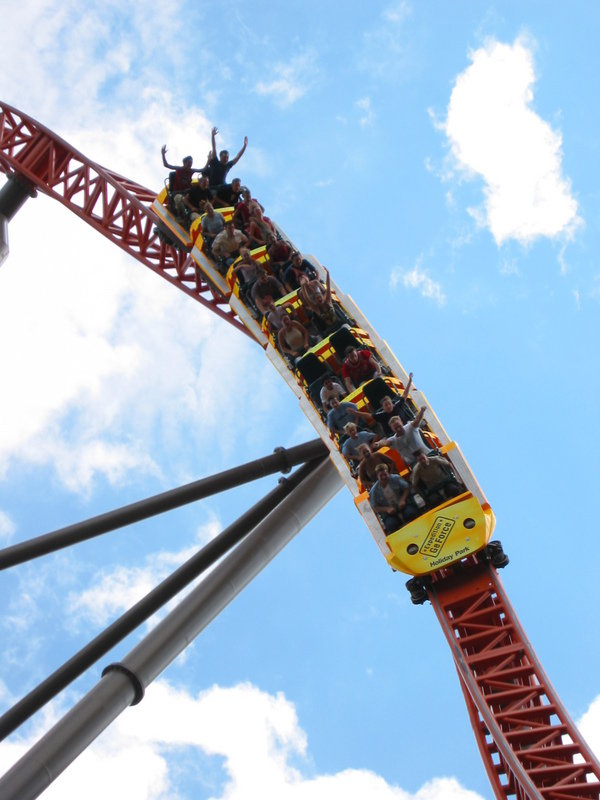
Expedition GeForce à Holiday Park en Allemagne, méga montagnes russes d'Intamin.

La compagnie se distingue des autres sociétés d'ingénieurs de montagnes russes pour leurs gigantesques montagnes russes gratte-ciels : les méga montagnes russes (au-dessus de 200 pieds, 61 mètres), les giga montagnes russes (au-dessus de 300 pieds, 91 mètres) et les strata montagnes russes (au-dessus de 400 pieds, 122 mètres).
Il n'existe à ce jour que une strata montagnes russes, Red Force à PortAventura World en Espagne

### Montagnes russes en bois «Plug and Play»

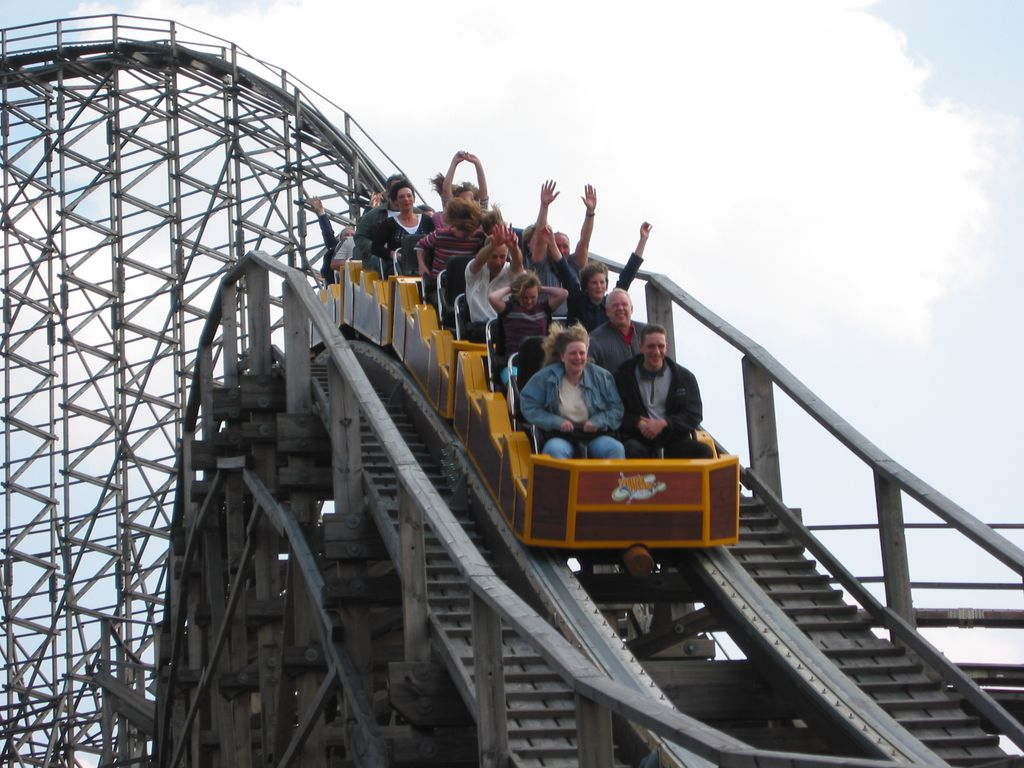
Colossos, montagnes russes « Plug and Play » d'Intamin.

Intamin a également développé récemment un tout nouveau type de montagnes russes en bois avec leur modèle « Plug and Play » (littéralement « raccordez et utilisez »). Traditionnellement, pour la construction d'un manège en bois, la charpente est érigée sur place et on construit sur cette dernière les rails au fur et à mesure. Le modèle d'Intamin utilise des rails préfabriqués en usine qu'on assemble à la charpente sur place. Les rails sont découpés à l'usine au laser puis amenés dans le parc, où on les pose sur la structure de bois en les imbriquant comme des pièces de Lego avec un système de fixation plus solide que le vissage à la main. Cette technique permet d'obtenir un découpage très précis, et un parcours beaucoup plus fluide que si les portions de rails avaient été montées au fur et à mesure de la construction de l'attraction, en même temps que l'édification de la structure. La construction des montagnes russes en bois est grandement accélérée par ce système, et son coût est réduit en raison d'un temps restreint de chantier sur le site du parc d'attractions.
Actuellement, il existe quatre montagnes russes de ce modèle: Balder à Liseberg, Colossos à Heide Park, El Toro à Six Flags Great Adventure et T Express à Everland.

### Attractions aquatiques
Intamin est l'un des leaders chez les constructeurs d'attractions aquatiques. Il est entre autres l'inventeur des bouées dont le premier modèle, Thunder River, ouvre à AstroWorld en 1980. Il est aussi constructeur de bûches, Shoot the Chutes, tow boat rides et également de barques scéniques.
Voir aussi : Liste des attractions de type bouées, Liste des attractions de type bûches.

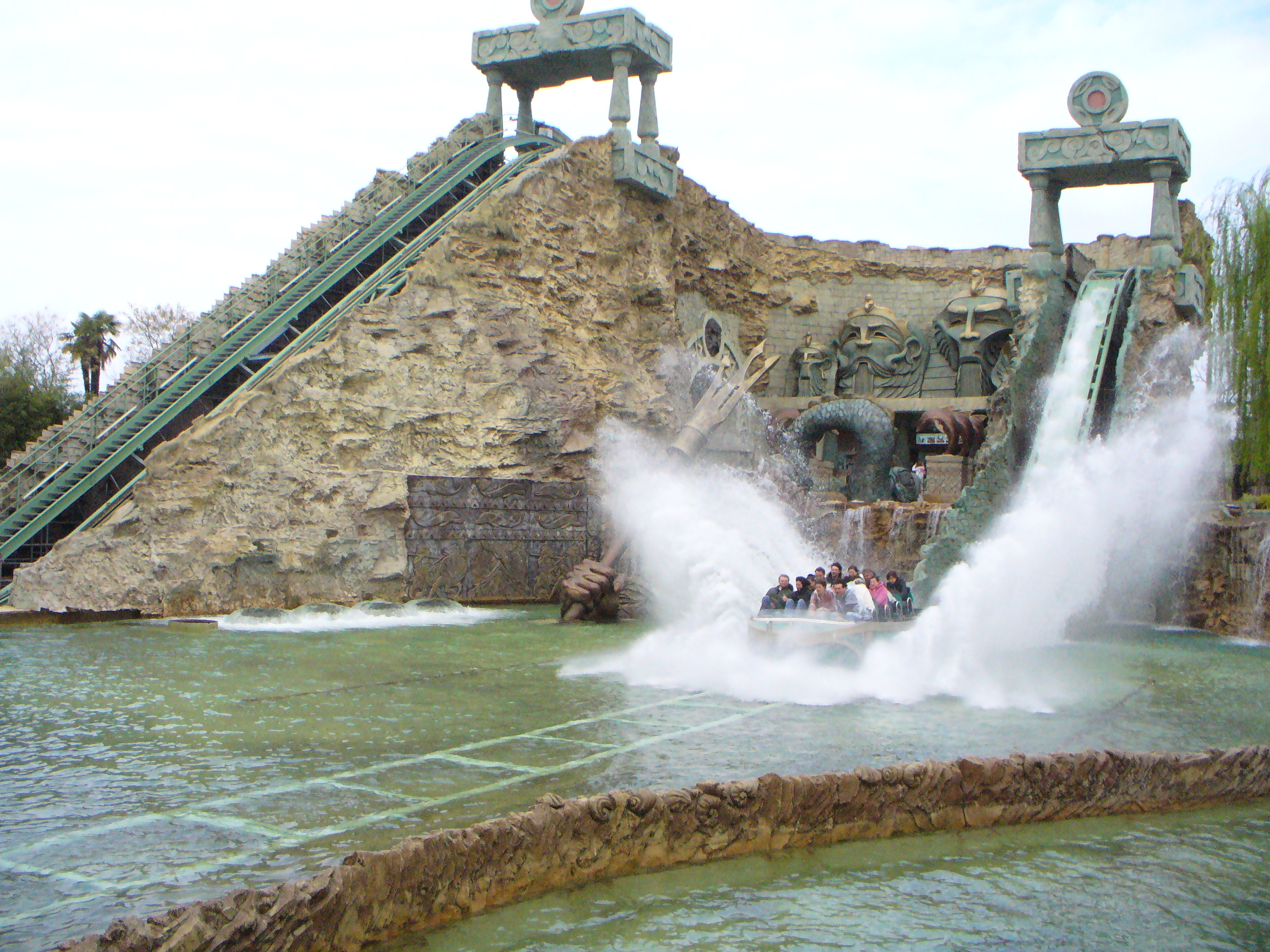
Fuga da Atlantide à Gardaland. Shoot the Chute modèle SuperSplash.
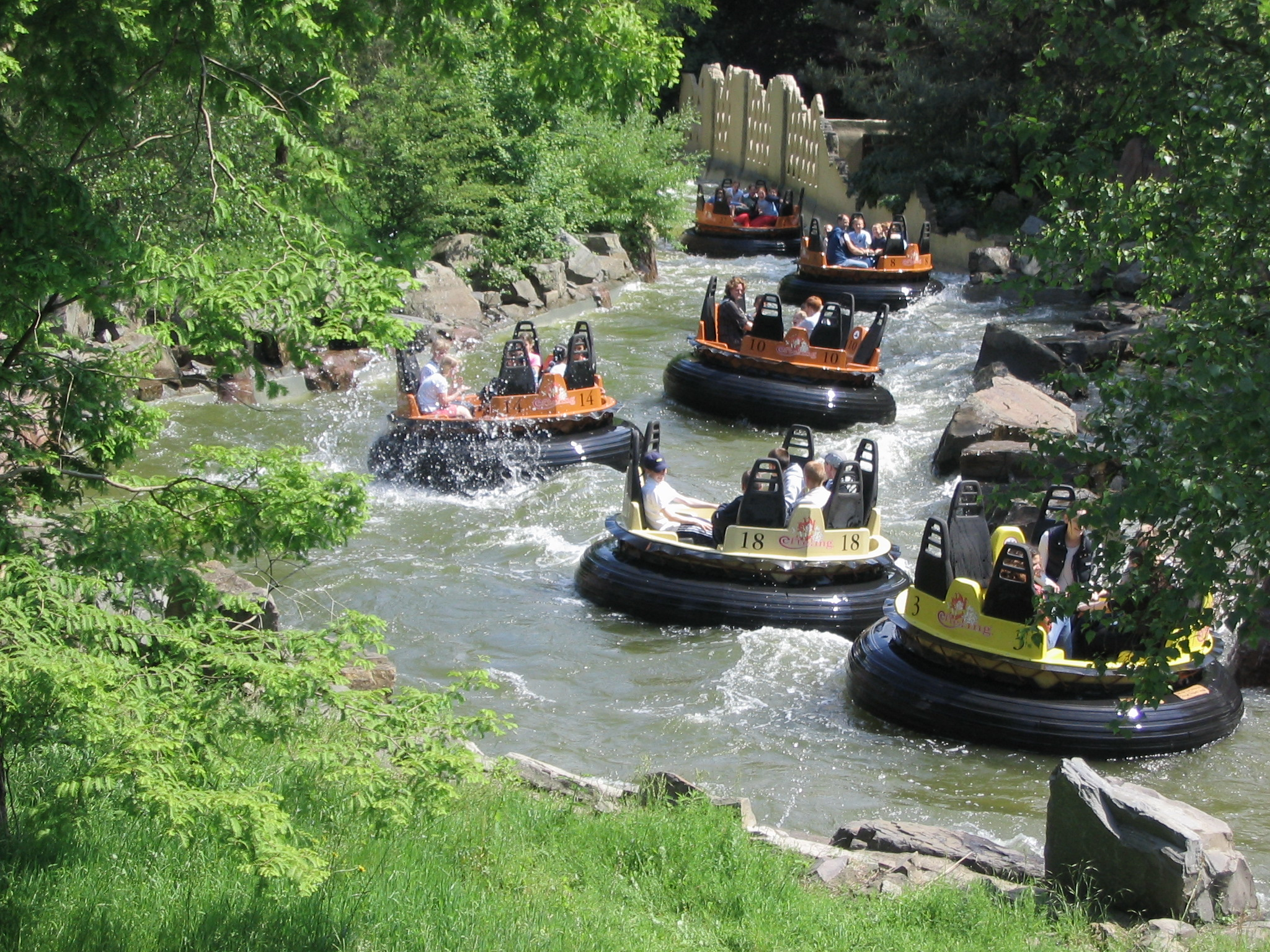
Piraña à Efteling, 1res bouées d'Europe.
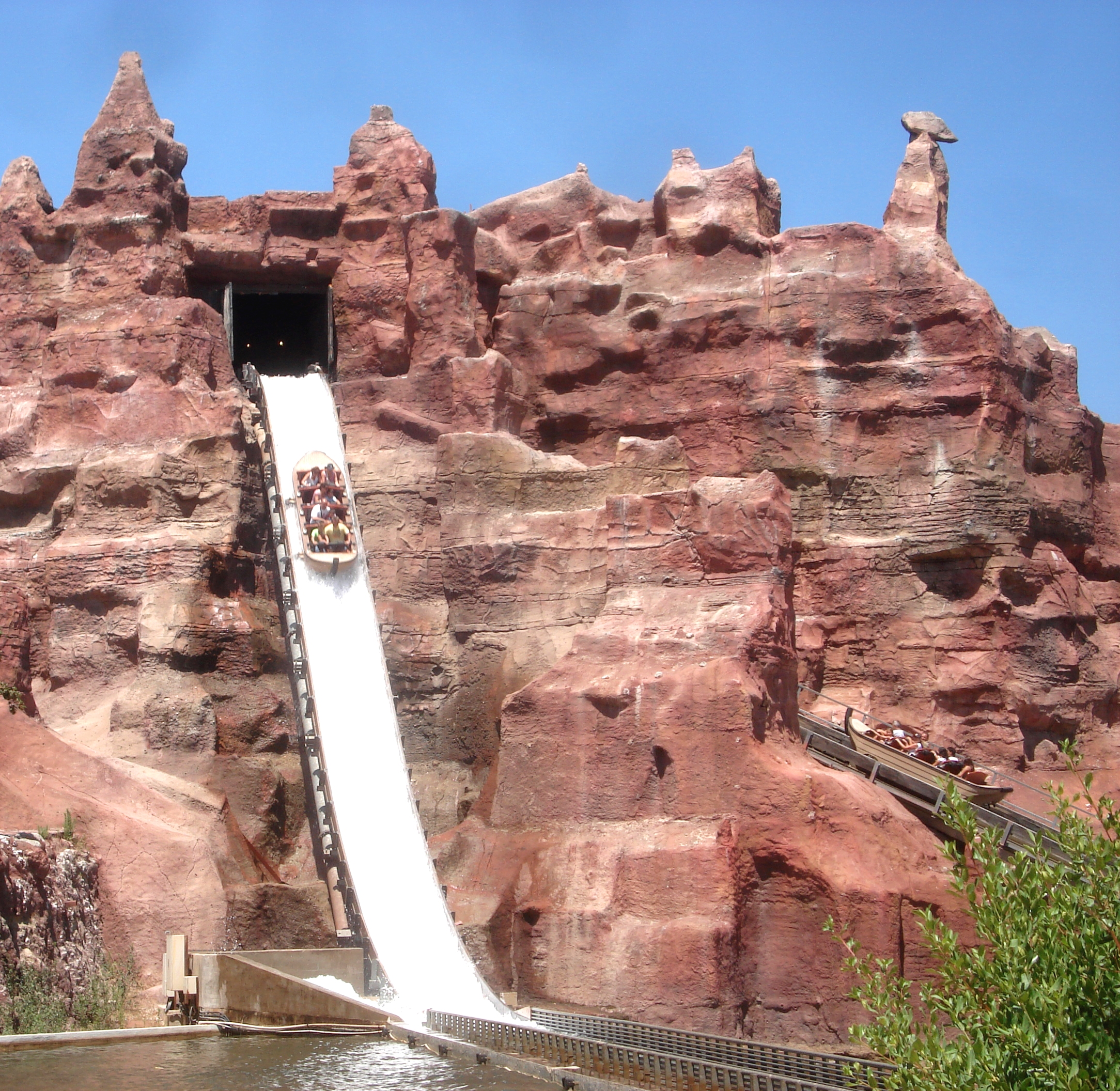
Les bûches Rio Bravo à Parque Warner Madrid.
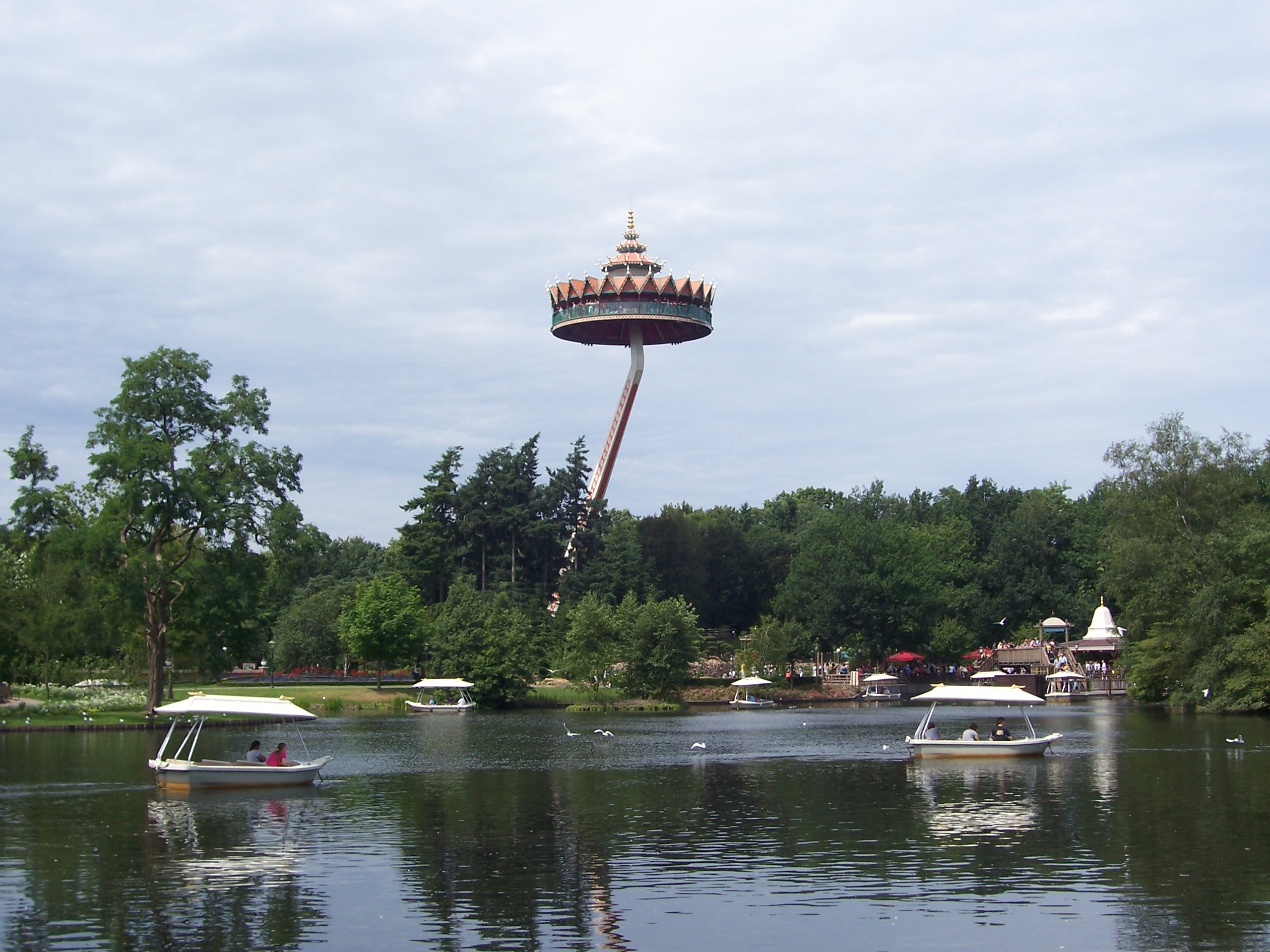
Gondoletta, modèle Tow boat ride à Efteling. Du même constructeur, la Pagode.
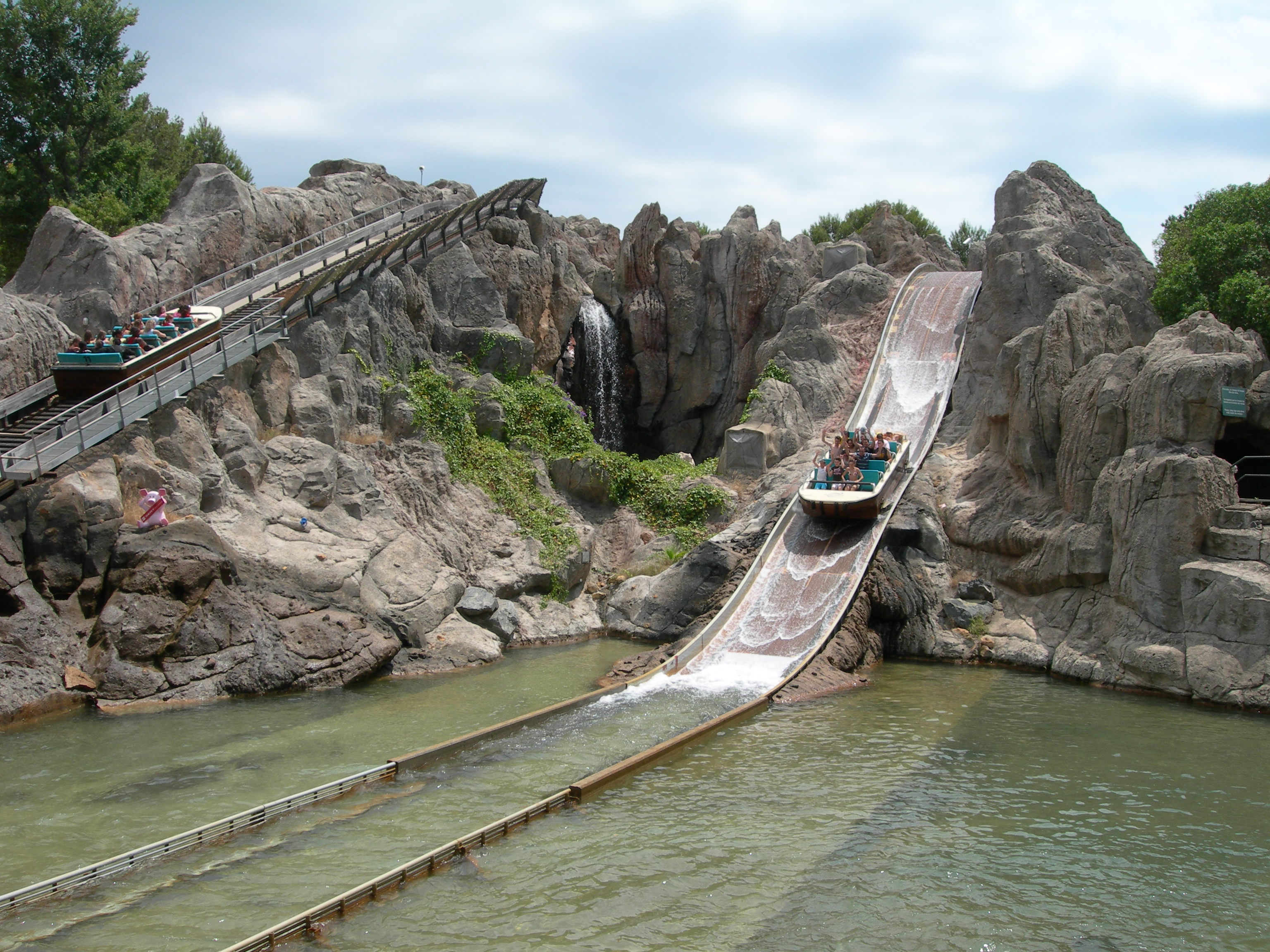
Tutuki Splash à PortAventura Park. Shoot the Chute modèle Spillwater.
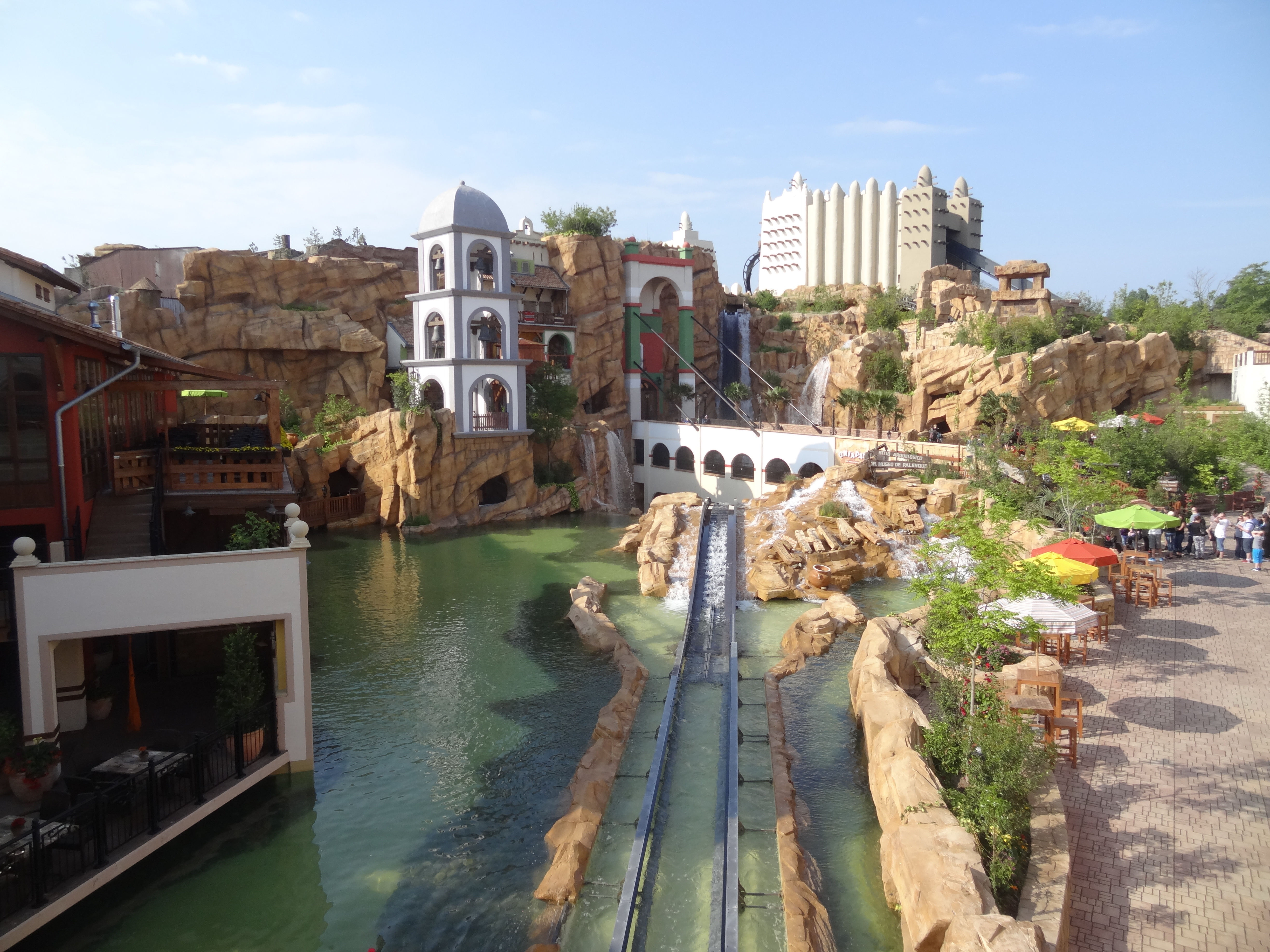
Chiapas à Phantasialand.

## Principales innovations
| Année | Innovation | Montagnes russes              | Parc                      | Notes |
| ----- | --- | ----------------------------- | ------------------------- | --- |
| 1979  | Premières montagnes russes d'Intamin                                                                                 | Jr. Gemini                    | Cedar Point               | Montagnes russes junior |
| 1981  | Premières montagnes russes en bois construites par Intamin                                                           | American Eagle                | Six Flags Great America   | À leur ouverture, elles étaient les montagnes russes les plus rapides au monde. Ce sont toujours les montagnes russes racing les plus rapides, les plus hautes et plus longues au monde. |
| 1997  | Premières montagnes russes à aller au-dessus de 90 mètres Premières montagnes russes à aller à 160 km/h              | Tower of Terror               | Dreamworld                | - Ce n'est pas un circuit complet, ce sont des montagnes russes navette. - Le train n'atteint pas le sommet de la tour.                                                                  |
| 1997  | Premières montagnes russes avec une structure atteignant 120 mètres                                                  | Superman: Escape from Krypton | Six Flags Magic Mountain  | - Ce n'est pas un circuit complet, ce sont des montagnes russes navette. - Le train n'atteint pas le sommet de la tour.                                                                  |
| 1998  | Premières montagnes russes inversées lancées avec un moteur linéaire à induction                                     | Volcano, The Blast Coaster    | Kings Dominion            | - À leur ouverture, elles étaient aussi les montagnes russes inversées les plus rapides au monde avec une vitesse de 112,7 km/h.                                                         |
| 2000  | Premières giga montagnes russes avec un circuit fermé Premières montagnes russes avec une chute de plus de 90 mètres | Millennium Force              | Cedar Point               | |
| 2001  | Premières montagnes russes en bois avec des voies préfabriquées                                                      | Colossos                      | Heide Park                | |
| 2002  | Premières montagnes russes à faire 10 inversions                                                                     | Colossus                      | Thorpe Park               | - Les 10 inversions sont dans l'ordre: 1 looping vertical, 1 Cobra Roll (2 inversions), 2 tire-bouchons et 5 inline twists.                                                              |
| 2002  | Premières montagnes russes lancées avec un système de propulsion hydraulique                                         | Xcelerator                    | Knott's Berry Farm        | - Accélère de 0 à 132 km/h, sur une voie de lancement de 47,9 mètres en seulement 2,3 secondes.                                                                                          |
| 2003  | Premières strata montagnes russes                                                                                    | Top Thrill Dragster           | Cedar Point               | - À leur ouverture, elles étaient les montagnes russes les plus hautes (128 mètres) et les plus rapides (193,1 km/h) au monde.                                                           |
| 2005  | Montagnes russes les plus hautes (2005-2024) et les plus rapides (2005-2010) au monde                                | Kingda Ka                     | Six Flags Great Adventure | - 139 mètres de hauteur, 206 km/h de vitesse maximale. |
| 2007  | Premières montagnes russes quadridimensionnelles d'Intamin                                                           | Kirnu                         | Linnanmäki                | - Premières montagnes russes quadridimensionnelles compactes au monde. |
| 2008  | Avec 97 degrés, chute la plus inclinée sur des montagnes russes d'Intamin                                            | Fahrenheit                    | Hersheypark               | - lift hill incliné à 90 degrés - Un looping norvégien de 37 mètres et six inversions |
| 2008  | Montagnes russes en bois les plus inclinées au monde                                                                 | T Express                     | Everland                  | - Angle maximum de 77 degrés - 12 airtimes |
| 2010  | Montagnes russes les plus rapides au monde                                                                           | Formula Rossa                 | Ferrari World             | - Vitesse maximale de 240 km/h. |
| 2023  | Montagnes russes ayant le plus d'airtimes au monde                                                                   | Toutatis                      | Parc Astérix              | - 23 airtimes |

## Connexions avecBolliger & Mabillard

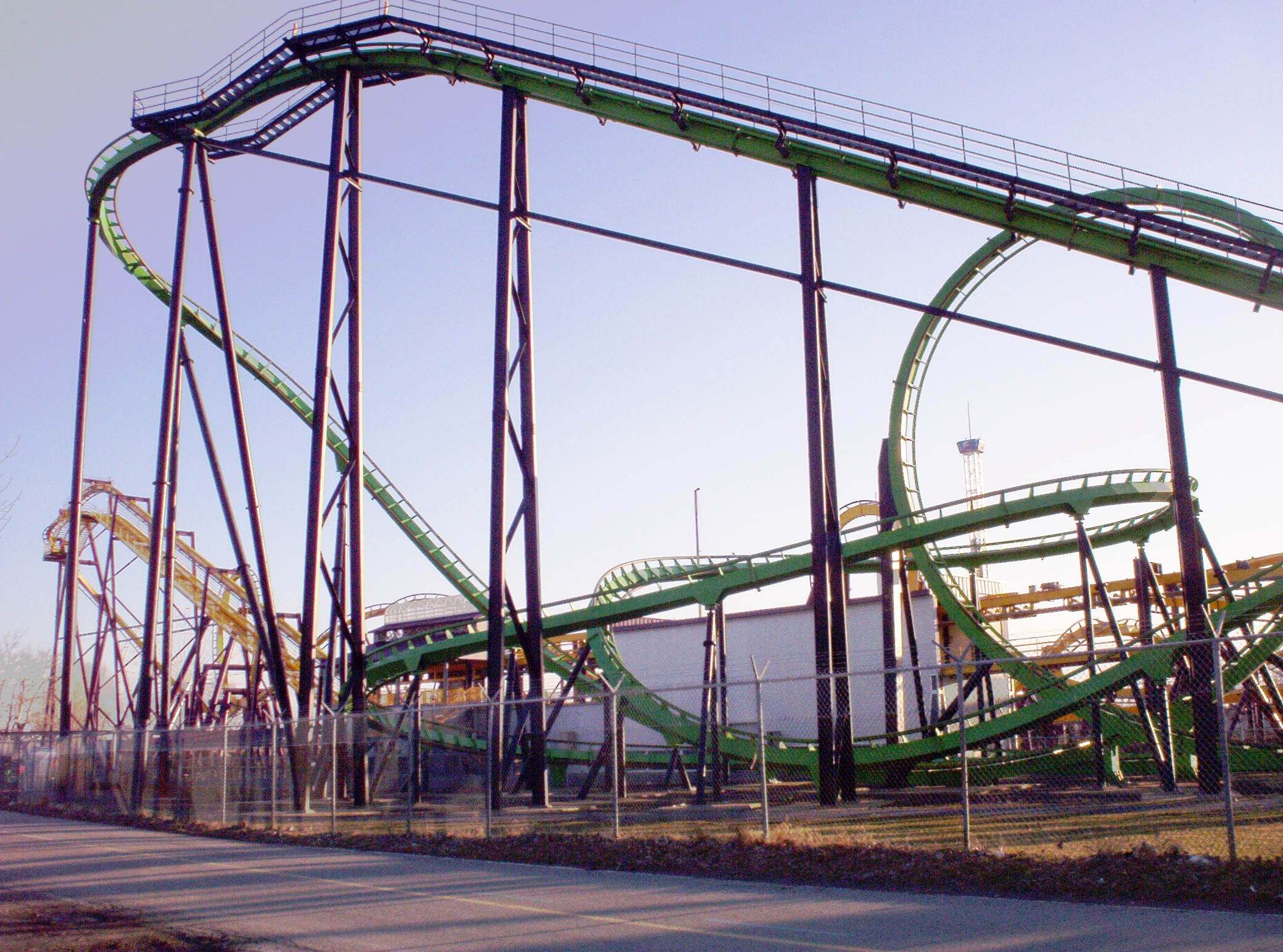
Le Cobra, à La Ronde, conçu par Intamin et sous-construit par Giovanola dévoile un design repris par B&M; un bon exemple de la proximité entre ces sociétés.

Giovanola, qui était étroitement liée à Intamin, est la société où ont débuté les deux ingénieurs Walter Bolliger et Claude Mabillard qui ont fondé par la suite leur propre compagnie, Bolliger & Mabillard. Il existe d'ailleurs plusieurs similitudes entre les deux compagnies. Le style de design des rails utilisées par Bolliger & Mabillard (rails tubulaires extérieurs sur une porteuse en prisme soutenue par de larges piliers cylindriques) a en effet été utilisé dans un bon nombre de montagnes russes Intamin, avant que cette dernière ne change pour des rails de style « prismes triangulaires ou rectangulaires ».

## Design

### Première génération

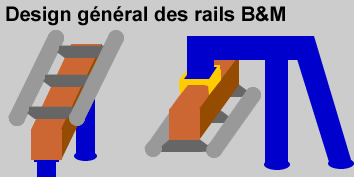
Le design des premiers rails Intamin est très semblable à celui des rails Bolliger & Mabillard actuels.

Comme dit ci-dessus, la compagnie a, dans les premiers temps, utilisé le design de rails tubulaires repris par Bolliger & Mabillard. Ces rails sont reliés de l'intérieur à une porteuse en forme de prisme par de minces plaques d'acier trapézoïdales. La porteuse est légèrement en dessous de la paire de rails et soutenue par de larges piliers cylindriques.

### Deuxième génération

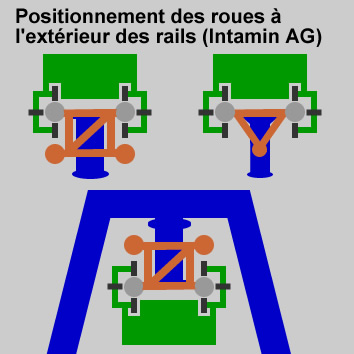
Schéma du positionnement des roues à l'extérieur des rails Intamin.

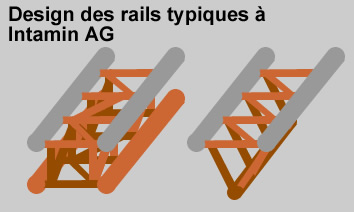
Les rails tubulaires sont extérieurs à la structure porteuse composée de nombreux travers métalliques et forment un prisme rectangulaire ou triangulaire

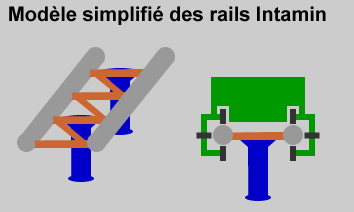
Modèle léger des rails Intamin.

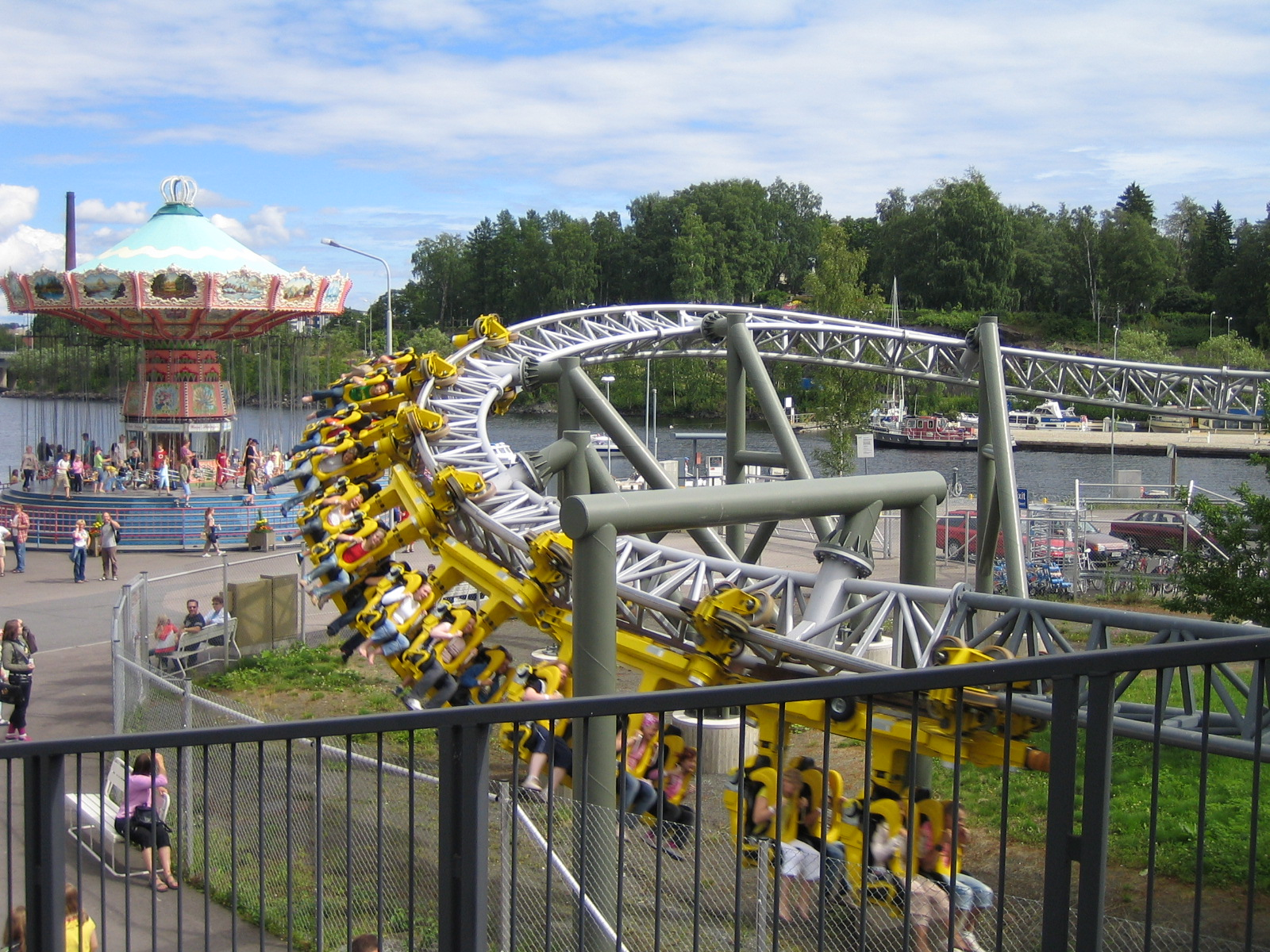
Le Tornado à Särkänniemi (Finlande) est un bon exemple de la seconde génération de rails Intamin de type prisme triangulaire et rectangulaire.

La seconde génération de rails Intamin a servi à ériger la plupart des montagnes russes qui font la grande renommée de l'entreprise. Les roues des trains Intamin s'emboîtent à l'extérieur des rails tubulaires. Ces rails sont reliés de l'intérieur à une structure porteuse composée de nombreux travers métalliques formant un prisme rectangulaire ou triangulaire. La porteuse est au même niveau que la paire de rails et soutenue par de larges piliers cylindriques ou des échafaudages tridimensionnels composés de poutres entrecroisées.
Selon les forces subies par la structure lors du passage du train, certains tronçons du parcours sont composés avec le modèle rectangulaire alors que d'autres sont largement desservis par le modèle triangulaire. Ainsi, on peut retrouver sur un même manège ces deux designs de rails à la fois.
Intamin conçoit un modèle encore plus simplifié de ce type de rails pour les manèges à plus petite envergure ou pour des sections ne subissant que très peu de forces. Il ne s'agit alors que de deux rails tubulaires reliés entre eux par des travers, mais sans porteuse en prisme.

### Troisième génération
Intamin a également conçu un type de rails adapté à des montagnes-russes dont la vitesse ou les forces sont particulièrement intenses : ici, une large porteuse tubulaire est reliée aux rails par des cônes en métal, et les rails sont reliés entre eux par de fines barres métalliques. Aux endroits où le train exerce une forte pression sur les rails, une deuxième porteuse peut être ajoutée. Ces rails ont été utilisés pour la première fois sur Intimidator 305 et sur Formula Rossa, deux grands-huit aux statistiques impressionnantes.

## Autres activités

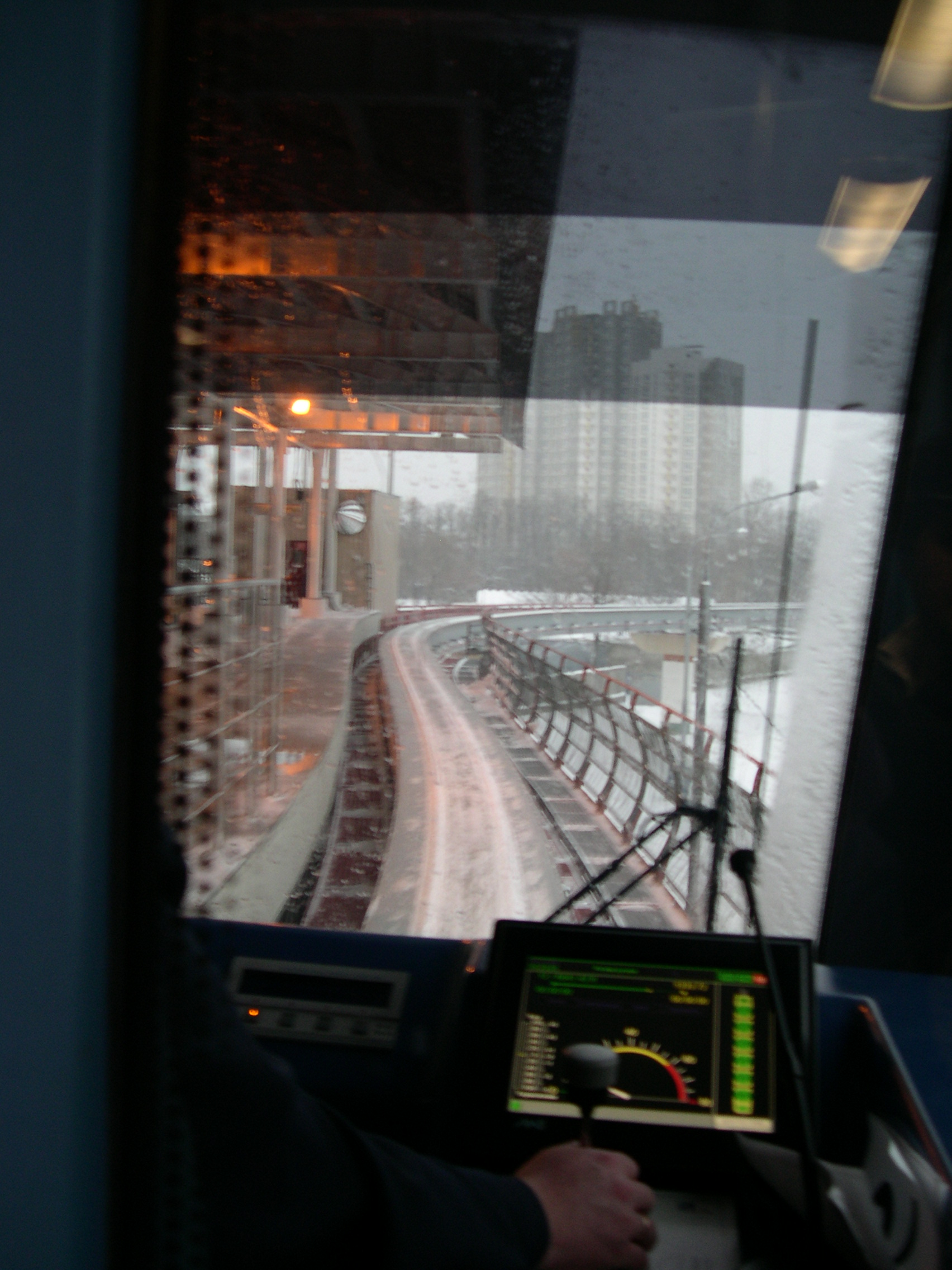
Vue sur les rails du Monorail construit par Intamin à Moscou (Russie) depuis la cabine.

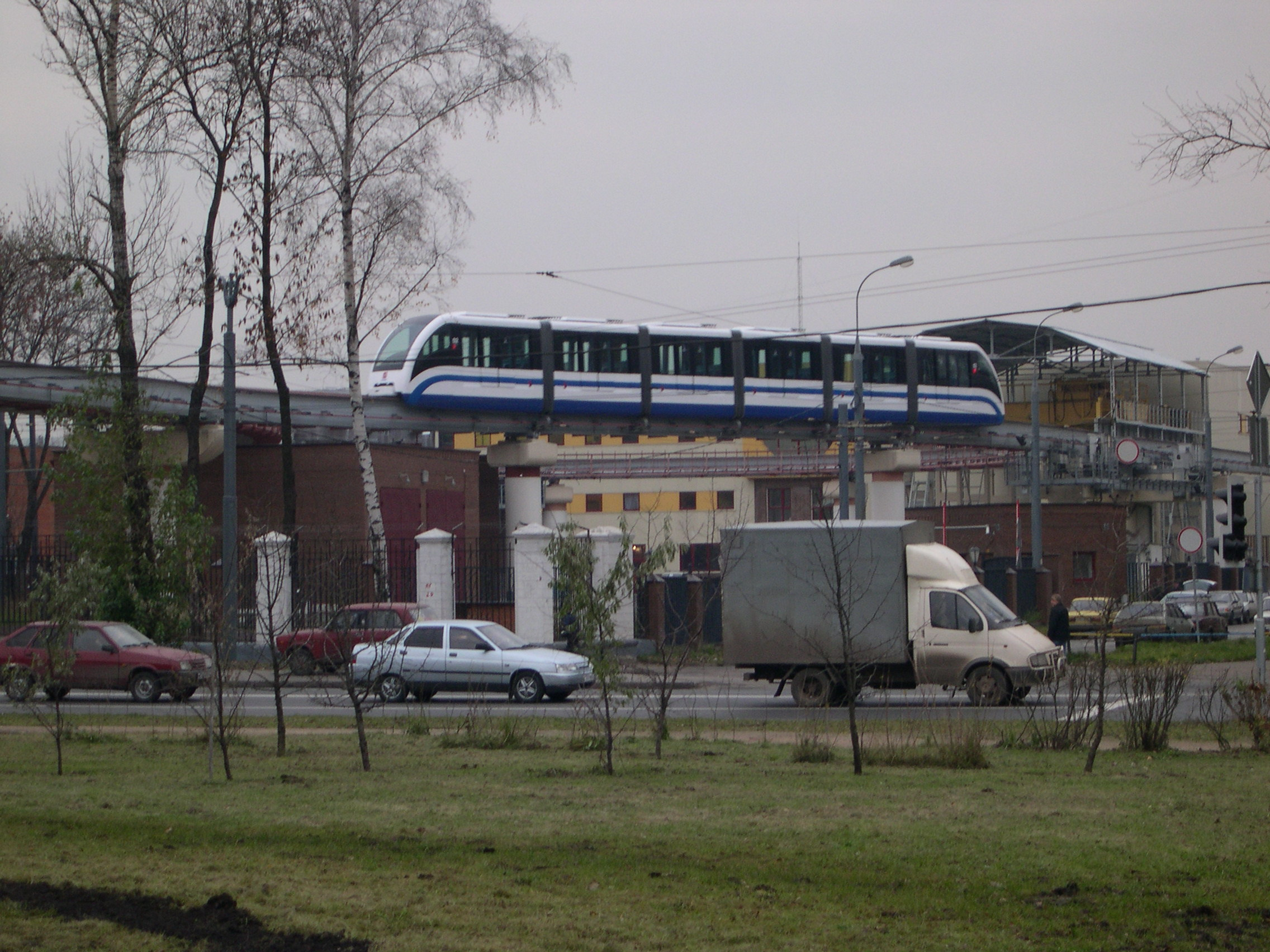
Monorail construit par Intamin à Moscou (Russie).

Outre ses activités dans les montagnes russes, Intamin construit également des monorails affectés au transport en commun.